# 后冈文化
后冈文化是中國境內的新石器時代文化（公元前4500-3500年），又稱作仰韶文化後岡類型，代表遺址位於河南省安陽市後岡的后冈遗址，該文化最早發掘於1931年，該文化繼承了北辛文化並有了新的發展。其房屋是圓形半地穴式，出土的器物中最具特色的是陶器。

## 外部來源
- 張光直著、印群譯《古代中國考古學》（瀋陽：遼寧教育出版社，2002），頁131-134。